# Zawrótki (rejon głębocki)
Zawrótki (biał. Завараты; ros. Завороты) – wieś na Białorusi, w obwodzie witebskim, w rejonie głębockim, w sielsowiecie Koroby.
Nazwa dawniej używana – Zawroty.

## Historia
W czasach zaborów wieś leżała w gminie Sitce, w powiecie wilejskim w guberni wileńskiej Imperium Rosyjskiego.
W dwudziestoleciu międzywojennym wieś leżała w Polsce, w województwie wileńskim, w powiecie duniłowickim (od 1926 postawskim), w gminie Norzyca.
Według Powszechnego Spisu Ludności z 1921 roku zamieszkiwały tu 174 osoby, 160 było wyznania rzymskokatolickiego a 14 prawosławnego. Jednocześnie 144 mieszkańców zadeklarowało polską przynależność narodową, 29 białoruską a 1 inną. Było tu 30 budynków mieszkalnych. W 1931 w 31 domach zamieszkiwało 184 osoby.
Wierni należeli do parafii rzymskokatolickiej w Dzierkowszczyźnie i prawosławnej w Łasicy. Miejscowość podlegała pod Sąd Grodzki w Duniłowiczach i Okręgowy w Wilnie; właściwy urząd pocztowy mieścił się w Łasicy.
W 1938 roku miejscowość należała do gromady Łopaczewo gminy Norzyca.
Po agresji ZSRR na Polskę w 1939 roku wieś znalazła się w granicach BSRR. W latach 1941–1944 była pod okupacją niemiecką. Następnie leżała w BSRR. Od 1991 roku w Republice Białorusi.
Do 1960 miejscowość wchodziła w skład sielsowietu Struki

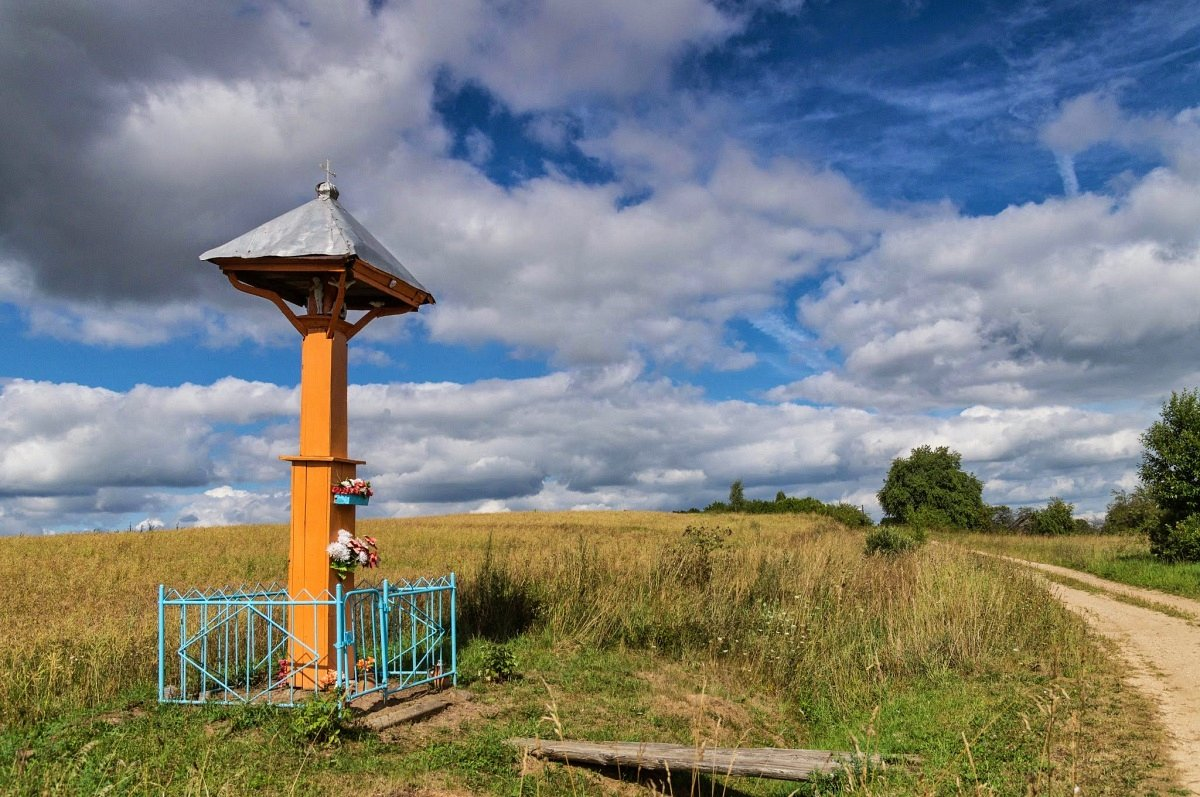
Krzyż przydrożny
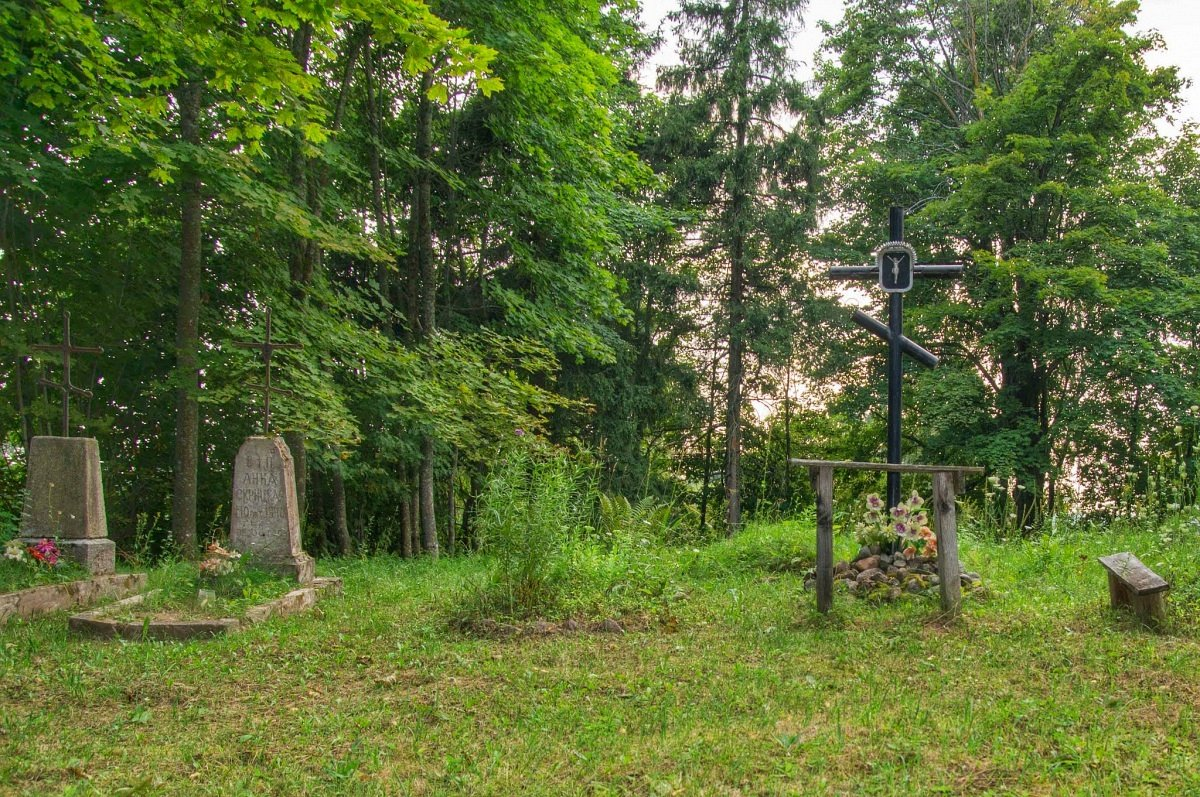
Cmentarz
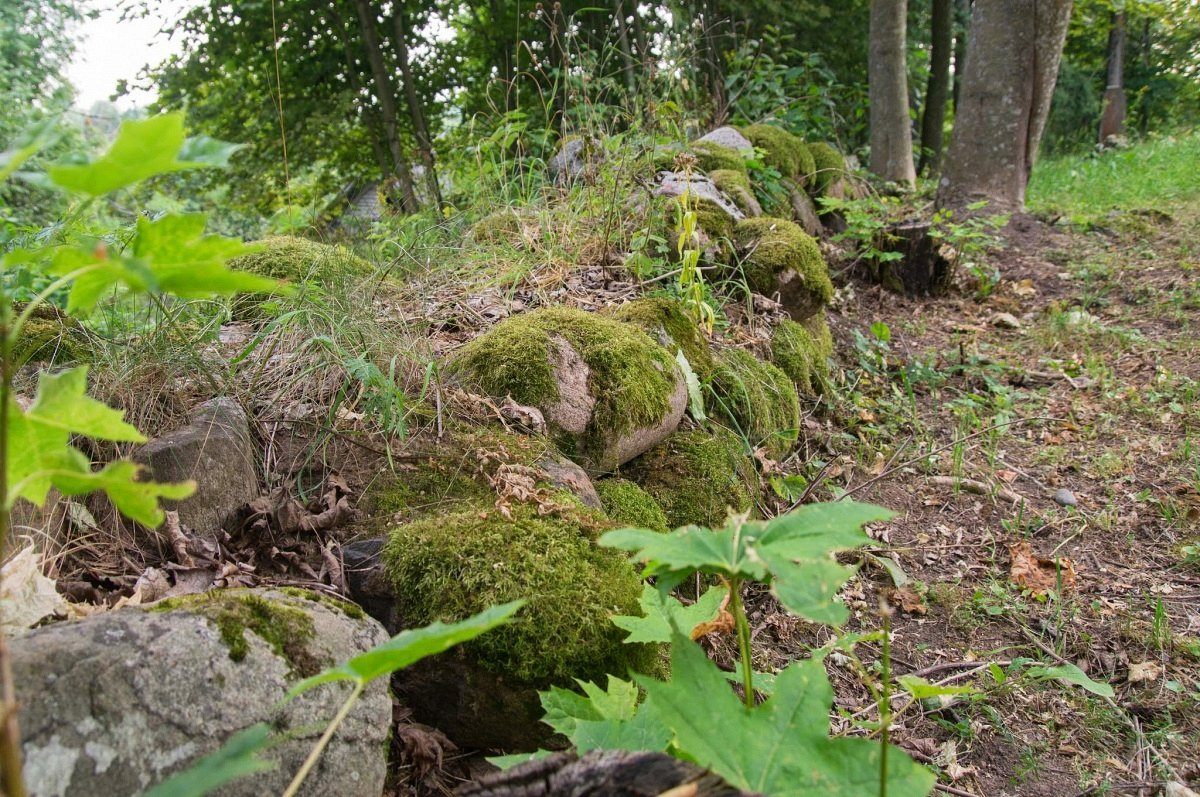
Miejsce po dawnej cerkwi